# Maria Coopman
Maria Elisa Coopman (Ingelmunster, 5 juli 1909 – Aba (Zaïre), 27 november 1964) was een Belgische missiezuster die door Congolese rebellen werd vermoord.

## Levensloop
Maria Coopman behoorde tot een Ingelmunsters kroostrijk gezin van dertien kinderen. Haar vader was spoorwegbeambte en later zaakvoerder van een vlasbedrijf, in opvolging van een vroeg gestorven schoonbroer.
Na het lager onderwijs in de meisjesschool van de Meulebekestraat, volgde ze lessen in een huishoudschool.
Op 25 maart 1925, zestien geworden, trad ze in het klooster van de Zusters van Maria in Ingelmunster. Bij het afleggen van haar geloften in 1927 nam ze de naam Irène, Iréne of Irene aan. Vanaf september 1927 studeerde ze voor onderwijzeres aan de normaalschool in Brugge. Vanaf 1928 nam ze de leiding op zich van de wijkschool Heilig Hart.
In september 1945 vertrok ze naar Congo. In Fataki, hoofdpost van de missiehuizen van de zusters van Maria, werd ze onderwijzeres voor de inheemse kinderen en surveillante in de school voor Europese kinderen.
In 1952 nam ze deel aan de stichting van een nieuwe post in Bunia. In 1958 keerde ze naar Fataki terug. Na de onafhankelijkheid, vertrok ze naar Drodo.
In 1963 werd ze directrice van de inheemse school in Fataki. Vervolgens vertrok ze naar Aba ter vervanging van twee zusters die naar België terugkeerden. Ze kwam hiermee in een streek waar de rebellen, bekend onder de naam Simba's, actief waren.
Eind november 1964 werd Aba het toneel van barbaarse taferelen. De Simba's dreven de blanken samen, mishandelden en doodden ze. Coopman en haar drie medezusters werden op 27 november 1964 vermoord.

## Eerbetoon
- Ingelmunster vernoemde naar haar in 1975 een Zuster Coopmanstraat.
- Aan de Sint-Amanduskerk werd een gedenksteen te harer nagedachtenis ingemetseld.